# Johannes Falk (präst)
Johannes Falk, född 17 mars 1722 i Tryserums socken, död 16 december 1787 i Mjölby socken, var en svensk präst i Mjölby församling.

## Biografi
Johannes Falk föddes 17 mars 1722 i Tryserums socken. Han var son till kontraktsprosten Nicolaus Falk och Anna Stridelius. Falk blev 1741 student vid Uppsala universitet och prästvigdes 12 november 1749. Han blev 1761 kyrkoherde i Mjölby församling och 16 januari 1787 prost. Falk avled 16 december 1787 i Mjölby socken.

### Familj
Falk gifte sig 5 maj 1761 med Christina Regnér (1739–1803), dotter till kyrkoherden Petrus Regnér och Greta Catharina Sörling i Mjölby socken. De fick tillsammans barnen Nils Peter Falk (1762–1762), Anna Elisabet Falk (1763–1792) som var gift med trumpetaren Peter Julius Molander i Hogstads socken, slottsbokhållaren Nils Falk (1765–1832) i Stockholm, Maria Helena Falk (1766–1767), regementsskrivaren Johannes Falk (1768–1831), Beata Sabina Falk (1770–1773), Ulrika Margareta Falk (född 1771) som var gift med kyrkoherden Ulrik Kernell i Hallingebergs församling, komministern Carl Gustaf Falk (född 1775) i Västra Stenby församling och Fredrik Adolf Falk (född 1776).